# Nibbixwoud
Nibbixwoud (uitspraakⓘ) (West-Fries: Nibbikswoud) is een dorp in de gemeente Medemblik, in de Nederlandse provincie Noord-Holland. In het dorp zelf wordt ook wel affectief Nibbik gezegd. Nibbixwoud heeft 2.600 inwoners (1 januari 2023).

## Geschiedenis
In de 15e eeuw was voor een groot deel van de bewoners de visvangst de grootste bron van inkomsten. Hoewel Nibbixwoud een typisch agrarische gemeente werd in de 19e eeuw behield de gemeente zijn wapen met de drie baarzen. Dat werd ook het wapen van de fusiegemeente Wognum in 1979.
Voor de gemeentelijke herindeling van 1 januari 1979 was Nibbixwoud een zelfstandige gemeente, bestaande uit de dorpen Nibbixwoud, Hauwert en een deel van Zwaagdijk-Oost. Hauwert is op die datum toegevoegd aan de toen nieuwe gemeente Noorder-Koggenland. Het dorp Nibbixwoud ging op in de gemeente Wognum. Het deel van Zwaagdijk-Oost werd toegevoegd aan de gemeente Wervershoof. In de 19e eeuw omvatte de gemeente Nibbixwoud ook nog de kernen Midwoud en Oostwoud, die later als gemeente Midwoud zelfstandig werden. De gemeente Midwoud ging in 1979 ook op in de gemeente Noorder-Koggenland. Op 1 januari 2007 fuseerden de gemeenten Wognum, Noorder-Koggenland en Medemblik tot de fusiegemeente Medemblik. Sinds die datum zijn al deze plaatsen weer tot dezelfde gemeente gaan behoren. Vier jaar later, op 1 januari 2011 fuseerde de gemeente Medemblik met de gemeenten Andijk en Wervershoof tot de nieuwe fusiegemeente Medemblik, waardoor ook Zwaagdijk-Oost weer deel uitmaakt van dezelfde gemeente.

## Naam
Nibbixwoud was van oorsprong Nije Bokswoude, in 1396 geschreven als Nyeboxwoude. De naam is ter onderscheiding van Bokswoude, het tegenwoordige Hauwert. Die plaats werd daarna Ald Bokswoude genoemd. Op de landkaart van Hollands Noorderkwartier in 1300 worden twee plaatsen genoemd, Oudeboxwout en Nuweboxwout. In de loop der tijd verbasterde de naam tot het huidige Nibbixwoud. In 1636 komt de naam Nibbikswout voor. De plaatsnaam zou verwijzen naar een bos met venijnbomen, Taxus, en zou dan betekenen: Nieuwe plaats bij het venijnbomenbos. Mogelijk was er sprake van een buxusbos. Zo zou de spelling bix met een X en niet KS, verklaard kunnen worden.

## Handbal
Nibbixwoud is landelijk en zelfs internationaal bekend door de handbalvereniging SEW. Met name door de dames, die spelen op het hoogste niveau - in Nederland werden ze al meerdere malen landskampioen in de eredivisie, en daarom spelen ze ook internationaal. Zo is Nibbixwoud het dorp met de minste aantal inwoners dat aan topsport meedoet. Ook het naastgelegen dorp Wognum is bekend doordat de handbalvereniging daar traint. De zaalwedstrijden worden gespeeld in de Westfrieslandhal.

## Agrarisch
Zowel bij Wognum en als Nibbixwoud vindt men nog steeds duizenden fruitbomen. Ook vindt men in Nibbixwoud een voor Nederland bijzonder soort landbouw: een van de allernoordelijkste wijngaarden is bij het dorp te vinden.
De katholieke Sint-Cunerakerk in Nibbixwoud dateert uit 1878 en werd in neogotische stijl ontworpen door architect Adrianus Bleijs.

## Geboren
- Wouter Mol (1982), wielrenner
- Kees de Vries (1955), Nederlands-Duits politicus, lid van de Bundestag
- Anna Knol (2001), voetbalster